# 銀幕街
銀幕街位於香港島灣仔區銅鑼灣天后，起自英皇道20號交界，止於琉璃街4號，全長100米。銀幕街鄰近港鐵天后站及柏景臺。

## 歷史
在1921年，黎民偉兄弟曾經在此創建香港第一間電影廠民新制造影畫片有限公司，該公司及後又創立香港第一間華資戲院新世界戲院，及推動香港電影業發展。

## 外部連結
- 香港銅鑼灣銀幕街地圖 （页面存档备份，存于）